# Yeşilçay, Erzincan
Yeşilçay là một xã thuộc thành phố Erzincan, tỉnh Erzincan, Thổ Nhĩ Kỳ. Dân số thời điểm năm 2010 là 120 người.